# 北海道道792号ニセコ停車場線
北海道道792号ニセコ停車場線（ほっかいどうどう792ごう ニセコていしゃじょうせん）は、北海道虻田郡ニセコ町内を結ぶ一般道道（北海道道）である。

## 概要

### 路線データ
- 起点：北海道虻田郡ニセコ町字中央通（JR北海道 函館本線 ニセコ駅）
- 終点：北海道虻田郡ニセコ町字有島（国道5号交点）
- 総延長：2.864 km
- 実延長：2.600 km
- 重用延長：0.264 km

### 道路管理者
- 後志総合振興局 小樽建設管理部 真狩出張所

## 歴史
- 1973年（昭和48年）3月31日 - 路線認定[1]。

## 路線状況

### 重複区間
- 北海道道66号岩内洞爺線（ニセコ町字中央通 - ニセコ町字本通）

## 地理

### 通過する自治体
- 後志総合振興局
  - 虻田郡ニセコ町

### 交差する道路
ニセコ町
- 北海道道66号岩内洞爺線 - 字中央通、字本通（重複）
- 国道5号 - 字有島（終点）

### 沿線にある施設など
ニセコ町
- JR北海道 函館本線 ニセコ駅
- ニセコ駅前温泉綺羅乃湯
- ようてい農協ニセコ支所
- Aコープようていニセコ店
- ニセコ町役場
- ニセコ町立ニセコ小学校
- ニセコ町総合体育館
- 北海道ニセコ高等学校